# Лусон (Гвадалахара)
Лусон (ісп. Luzón) — муніципалітет в Іспанії, у складі автономної спільноти Кастилія-Ла-Манча, у провінції Гвадалахара. Населення — 79 осіб (2010).
Муніципалітет розташований на відстані близько 140 км на північний схід від Мадрида, 85 км на північний схід від Гвадалахари.

## Демографія
Динаміка населення (INE ):

## Галерея зображень

Розташування муніципалітету у провінції Гвадалахара
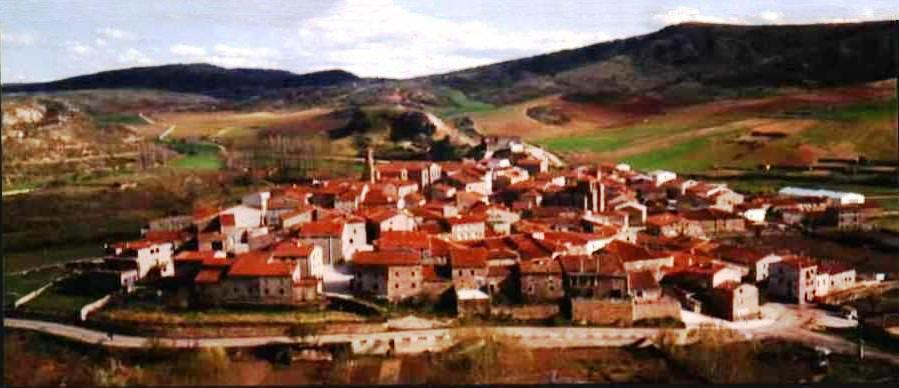
Лусон